# Свидня
Сви́дня —  село в Україні, у Кролевецькій міській громаді Конотопського району Сумської області. Населення становить 64 осіб. До 2020 орган місцевого самоврядування — Буйвалівська сільська рада.

## Географія
Село Свидня знаходиться на відстані 3,5 км від міста Кролевець. На відстані 0,5 км розташоване село Буйвалове, а на відстані 1 км село Хоменкове. По селу протікає пересихаюча річка Свидня. Поруч проходить автомобільна дорога Т 1907.

## Назва
Назва села походить від назви річки Свидня, яка протікає крізь село. Назва річки в свою чергу ймовірно походить від назви рослини — свидини.

## Історія
12 червня 2020 року, відповідно до розпорядження Кабінету Міністрів України № 723-р «Про визначення адміністративних центрів та затвердження територій територіальних громад Сумської області», село увійшло до складу Кролевецької міської громади.
19 липня 2020 року, в результаті адміністративно-територіальної реформи та ліквідації Кролевецького району, увійшло до складу новоутвореного Конотопського району.

## Символіка
На гербі зображена золота гілочка свидини (герб є промовистим). Синій колір і підкова, яка нагадує човен в перерізі, вказують на річку Свидня з великою кількістю ставків на ній, червоний колір - сусіднє місто Кролевець.